# Ecosoft
Ecosoft ist ein international tätiger Hersteller von Wasseraufbereitungssystemen mit rechtlichem Sitz in Mondsee, Österreich. Das Unternehmen wurde 1991 gegründet und entwickelt, produziert und vertreibt Technologien zur Reinigung und Aufbereitung von Wasser für Haushalte, Gewerbe und Industrie. Ecosoft beschäftigt mehr als 350 Mitarbeiter (Stand 2025) und erzielte 2024 einen Umsatz von über 50 Millionen Euro.

## Geschichte
Ecosoft wurde 1991 von Tetiana Mitchenko und Oleksandr Mitchenko in Irpin bei Kiew gegründet.  Heute wird das Unternehmen von ihrem Sohn Andreii Mitchenko als Geschäftsführer (CEO) geleitet.
Seit 2018 gehört Ecosoft zur österreichischen BWT AG, bleibt jedoch im Kern ein familiengeführtes Unternehmen.
1998 brachte Ecosoft eine patentierte Technologie auf den Markt, ein Filtermaterial zur gleichzeitigen Reduktion von Härte, Eisen, Mangan, Ammonium und organischen Stoffen.
In den folgenden Jahren expandierte Ecosoft international. Neben dem ursprünglichen Werk in der Ukraine eröffnete das Unternehmen Produktions- und Vertriebsstandorte in Belgien, Italien, Polen, Irland und dem Vereinigten Königreich.
Die ursprüngliche Hauptproduktionsstätte in Irpin (Ukraine) wurde 2022 bei einem militärischen Angriff vollständig zerstört.  2024 nahm Ecosoft eine neue Produktionsstätte mit 7.500 m² Fläche in Betrieb und erweiterte damit seine Kapazitäten für Umkehrosmose- und Enthärtungsanlagen.

## Standorte
- Holding (rechtlicher Sitz): Ecosoft Holding GmbH Mondsee, Österreich
- Internationales Headquarter und Belgien-Büro: Ecosoft 22 BV, Zaventem, Belgien
- Ukraine (Gründungsort und Hauptstandort bis 2022): Ecosoft SPC Ltd, Irpin (Kiewer Region), Ukraine
- Weitere Standorte: Campagnola Emilia (Italien), Wysogotowo bei Posen (Polen), Nenagh, County Tipperary (Irland), Leek, Staffordshire (Vereinigtes Königreich)[1]

## Produkte
Das Produktsortiment von Ecosoft umfasst Lösungen für private Haushalte, Unternehmen und industrielle Anwendungen. Zu den wichtigsten Kategorien gehören:
- Wasserenthärter (Serien Titanium Azure, Anthracite, Pink) für Haushalte, Gewerbe und Industrie
- Brunnenwasser-Enthärter mit ECOMIX®-Filtermaterial zur Aufbereitung eisen- und manganhaltigen Grundwassers
- Bi-Block- und Twin-Systeme für größere Kapazitäten im Gewerbe und in der Industrie
- Umkehrosmoseanlagen für Haushalte: Modelle wie CROSS 60, CROSS 90 und CROSS Solo mit kompaktem Design und Smart-Features
- PURE Balance und Standard PRO-Filter mit Mineralisierung
- Wasserfilter und UV-Sterilisatoren (z. B. Aquapoint, Pro-line)
- Filterkannen (Slim, Nemo, Maxima)
- Industrielle Umkehrosmoseanlagen mit 4"- und 8"-Membranen sowie Containerlösungen für Notfallsituationen[1]

## Qualität und Zertifizierungen
Ecosoft-Produkte sind nach internationalen Standards geprüft und zertifiziert, darunter:
- WQA (USA)
- ISO 9001, ISO 14001, ISO 45001
- ACS (Frankreich)
- PZH (Polen)
- TSU (EU)[1]

Das Unternehmen verfolgt eine nachhaltige Produktion mit recyclingfähigen Komponenten und ressourcenschonenden Verfahren.

## Zielgruppen
Ecosoft richtet sich an drei Hauptgruppen:
- Haushalte (B2C): Verbesserung der Trinkwasserqualität und Schutz von Haushaltsgeräten
- Gewerbliche Endkunden (B2B): Gastronomie, Autowaschanlagen, Rechenzentren, Krankenhäuser, Brauereien und Pharmaunternehmen
- Installateure, Händler und Distributoren, die Ecosoft-Produkte vertreiben und warten[4]